# Офіцерська (гора)
Офіце́рська — гірська вершина у східній частині Великого Кавказу. Знаходиться на півночі Азербайджану.